# Lanciafiamme

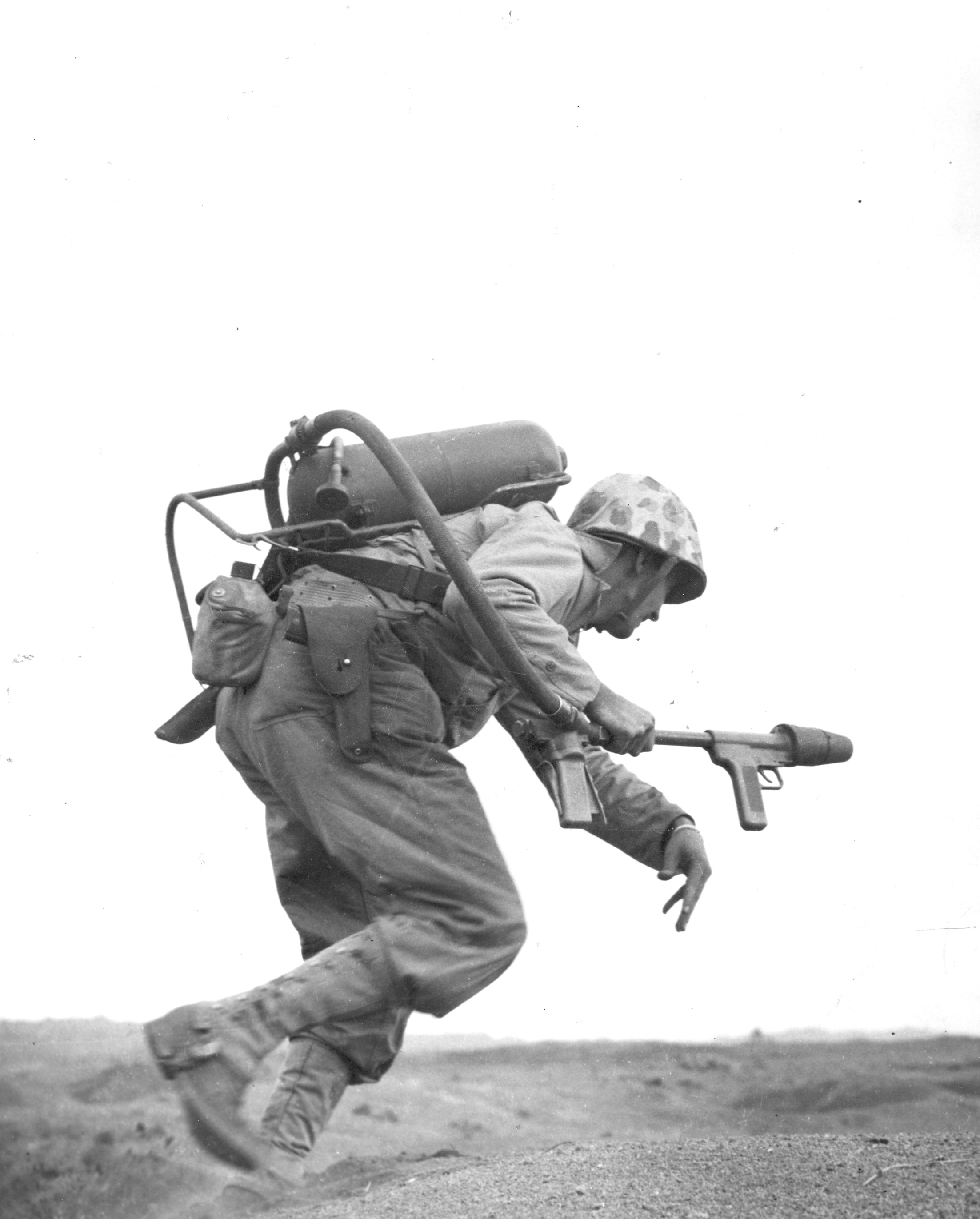
Un marine statunitense con un lanciafiamme sotto il fuoco di Iwo Jima nel febbraio 1945

Il lanciafiamme è un'arma incendiaria utilizzata per dare fuoco a vaste zone; utilizza miscele combustibili, spesso a base di petrolio o napalm, dato che la benzina, sviluppando molti vapori nella bombola, rischia di farla esplodere ed è più pericolosa per il soldato che sta usando l'arma.

## Storia

### Dall'antichità al Medioevo
La prima traccia storica di una macchina sputa-fiamme, (salvo incerte incisioni assire) usata però non come arma, ma come una gigantesca torcia per bruciare le palizzate della città assediata, si trova in Tucidide che descrive l'assedio della fortezza di Delio in Beozia (da non confondere con Delo, isola delle Cicladi e sede del culto di Apollo) avvenuto nel 424 a.C.
I Beoti e loro alleati...
(Tucidide, La guerra del Peloponneso, I., IV, cap. 3/100)
.
Lanciafiamme primitivi vennero utilizzati anche dall'esercito romano durante le battaglie contro i Daci nel 107 d.C. La prima descrizione tecnica si trova in Ammiano Marcellino (Rerum Gestarum, XXIII, 4), nel quarto secolo d.C. e, nello stesso periodo Vegezio introduce nella ricetta il bitume e il petrolio, già noti ai Greci fin dal tempo di Alessandro.
Il primo indizio di apparecchi idraulici per lanciare liquidi infiammabili si trova in un testo del bizantino Teofane (nato attorno al 760 d.C.) il quale riferisce che l'imperatore Costantino IV Pogonato (671 d.C.) aveva fatto armare le sue navi «con pentole incendiarie e sifoni» e che qualche anno dopo un certo Callinico aveva introdotto il «fuoco navale» dalla Siria. È a questo periodo che risale la nozione del fuoco greco.
Si tenga presente che il termine «sifoni» stava ad indicare quegli apparecchi con una specie di pompa che già i romani usavano per spegnere gli incendi; se si considera che fin dal tempo di Plinio i romani erano in grado di distillare l'acquaragia, si comprende come l'abbinamento delle due tecniche poteva rendere agevole lo spruzzare il nemico con prodotti molto infiammabili: poco importa poi se già accesi o da accendere dopo averli spruzzati.
Nella cronaca Alexiade, scritta (1148) da Anna Comnena, figlia di Alessio, imperatore di Bisanzio e che racconta l'assedio di Durazzo nel 1108, si descrive l'impiego di cerbottane con cui i bizantini soffiavano vampate di fuoco sul volto degli aggressori normanni; anche in questo caso si trattava di zolfo e di resina polverizzata che si infiammava passando su una fiamma o brace posta alla bocca di un lungo tubo.
La graduale diffusione della polvere da sparo (che agli effetti incendiari unisce quelli esplosivi) nelle tattiche di guerra europee, unita alla difficoltà di direzionare il getto di fiamme in modo sicuro contro il bersaglio, fu all'origine del progressivo scomparire al termine del Medioevo delle armi incendiarie; se si eccettuano alcuni sporadici tentativi, bisognerà giungere all'inizio del ventesimo secolo per ritrovarle impiegate con profitto in guerra.

### Prima guerra mondiale
L'inventore del lanciafiamme moderno è considerato il tedesco Richard Fiedler, che nel 1901 ne realizzò (a partire da dispositivi industriali destinati all'erogazione di vernici) un prototipo in grado di gettare fiotti di liquido infiammato ad una distanza di 30 metri. Nel 1905 Fiedler sottopose un nuovo prototipo perfezionato all'esame di una commissione militare dell'esercito prussiano, che ne diede un parere favorevole.
Dopo alcuni anni di perfezionamento, la nuova arma fu ufficialmente introdotta nel 1911, quando fu creato un reggimento specializzato basato su dodici compagnie equipaggiate con Flammenwerferapparate. L'esercito tedesco fu pertanto il primo al mondo a dotarsi di moderni reparti di specialisti dotati di lanciafiamme portatili, solitamente utilizzati da coppie di soldati (uno adibito al trasporto e sostegno della bombola di liquido infiammabile, l'altro addetto al puntamento della fiamma).
L'arma trovò il suo primo utilizzo bellico nella prima guerra mondiale: il 26 febbraio 1916 fu impiegata nei pressi di Verdun contro le trincee francesi; il 30 luglio dello stesso anno fu impiegato anche contro le truppe britanniche ad Hooge (in Belgio), con un successo parziale ma significativo.
Si rivelò molto utile nella guerra di trincea, quando era necessario stanare dei nemici ben nascosti o portare alla resa un nemico notevolmente resistente, era però più adatto alle incursioni nelle trincee nemiche che per aiutare i soldati ad attraversare la terra di nessuno. È stato calcolato che in totale furono condotti 653 attacchi incendiari durante il conflitto.
Similmente ai gas asfissianti e vescicanti, il lanciafiamme oltre ad avere un puro scopo bellico ebbe anche un impatto psicologico devastante sulle truppe, i cui soldati erano terrorizzati alla sola idea di trovarsi davanti un flammiere armato. Quest'ultimo tuttavia non entrava in azione spesso, sia per la vulnerabilità (per maneggiare un lanciafiamme bisogna stare in piedi, quindi allo scoperto, trasformando il flammiere in un facile bersaglio per il tiro dei difensori), sia per il fatto che il nemico spesso alla sua vista arretrava fuori dal raggio d'azione dell'arma. Il relativamente corto raggio d'azione della fiammata inoltre ne limitava l'impiego al momento in cui il flammiere fosse arrivato in immediata prossimità delle linee trincerate avversarie.
Dopo l'iniziale sorpresa, anche le potenze dell'Intesa svilupparono i propri modelli di lanciafiamme. In particolare il 1916 vide la comparsa della prima compagnia britannica dotata di tali apparecchi. Anche l'esercito francese adottò presto la nuova arma: nell'estate dello stesso anno fu sviluppato il modello di lanciafiamme Schilt, basato sull'originale tedesco, il cui liquido infiammabile era composto di una miscela di benzina e nafta. Nel 1917 una nuova versione "portatile", utilizzabile da un solo soldato, fu ideata dai tedeschi e fu dotata per la prima volta di un sistema di accensione automatica.

### Seconda guerra mondiale ed età contemporanea

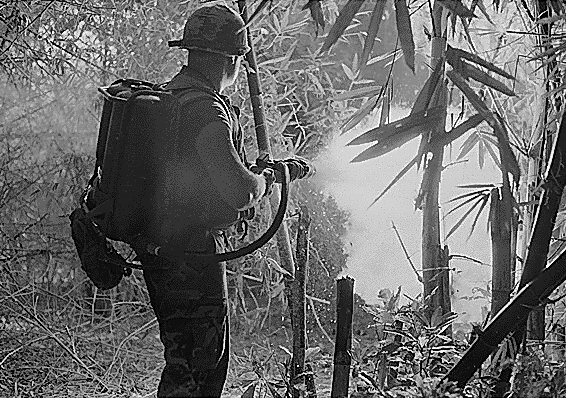
Un soldato statunitense usa un lanciafiamme in Vietnam

L'arma continuò ad essere sviluppata terminato il conflitto, e trovò largo impiego anche durante la seconda guerra mondiale. Venne ad esempio utilizzato dagli statunitensi durante la Guerra del Pacifico, per incendiare la vegetazione dove il nemico nascondendosi diventava pressoché invisibile. Anche reparti dell'esercito italiano, come ad esempio i guastatori possedevano in dotazione il lanciafiamme, come arma di squadra.
Durante la seconda guerra mondiale furono ideati vari modelli di carro lanciafiamme, per permettere l'uso di quest'arma da parte di un'unità mobile corazzata. Oltretutto, questo aumentava ulteriormente l'efficacia dell'arma rispetto alle versioni per fanteria, dato che un veicolo era capace di portare più combustibile e di proiettarlo più lontano. Alcuni modelli sono i Churchill Crocodile inglese, il Matilda Frog australiano e il CV33 L.3/lf italiano.
Dopo le due guerre mondiali, il lanciafiamme venne ancora utilizzato nella guerra di Corea e nella guerra del Vietnam, per lo più dai Marines statunitensi.

## Critiche
Il suo utilizzo è stato più volte criticato, associato alla dolorosa e terribile morte che comporta, oppure alle terribili ustioni che lascia; è tuttavia ancora utilizzato da molti eserciti e ha anche ispirato altre armi che fanno uso della combustione come il napalm e il fosforo bianco.
Nel 1978 l'utilizzo del lanciafiamme venne ufficialmente bandito dal Dipartimento della difesa degli Stati Uniti d'America.
Il lanciafiamme è pericoloso anche per chi lo utilizza, in quanto i serbatoi del liquido incendiario possono esplodere, danneggiando quindi il soggetto che lo sta utilizzando. Per questo motivo l'uso del lanciafiamme è andato via via decrescendo dopo la seconda guerra mondiale.

## Lanciafiamme per paese
- La Russia ha il lanciafiamme ancora in servizio, ma solo con unità di seconda linea,[16] è il modello LPO-50. Nella seconda guerra mondiale utilizzò i modelli ROKS-2 e ROKS-3.
- Gli USA costruirono i modelli di lanciafiamme M2 e M2-2. Hanno però dismesso i lanciafiamme dal loro arsenale dal 1978.
- La Germania usò durante la seconda guerra mondiale il modello Flammenwerfer 35 e il Einstossflammenwerfer 46.
- L'Italia, sempre durante la seconda guerra mondiale, impiegò sia lanciafiamme spallegiabili quali il Mod. 35 ed il Mod. 40, sia montati sui carri CV33, che presero il nome di L3-33/Lf.[17] Tale idea fu poi adottata pure sui Churchill britannici durante lo sbarco in Normandia. Nel dopoguerra l'Italia ha introdotto in servizio inizialmente il lanciafiamme spalleggiabile Mod.55 e, successivamente, il lanciafiamme spalleggiabile Tirrena T-148/B, ancora oggi in servizio.[18]